# Antonina bambusae
Antonina bambusae är en insektsart som beskrevs av Khalid och Shafee 1988. Antonina bambusae ingår i släktet Antonina och familjen ullsköldlöss. Inga underarter finns listade i Catalogue of Life.